# Popești (Bihor)
Pour les articles homonymes, voir Popești.
Popești est une commune roumaine du județ de Bihor, en Transylvanie, dans la région historique de la Crișana et dans la région de développement Nord-Ouest.

## Géographie
La commune de Popești est située dans le nord-est du județ, à la limite avec le județ de Sălaj, dans la vallée de la rivière Bistra, affluent de la Barcău et dans les Monts Plopiș, à 17 km au sud-est de Marghita et à 66 km au nord-est d'Oradea, le chef-lieu du județ.
La municipalité est composée des sept villages suivants, nom hongrois, (population en 2002) :
- Bistra, Sebesújfalu (1 053) ;
- Budoi, Bodonos (878) ;
- Cuzap, Középes (1 255) ;
- Popești, Papfalva (2 548), siège de la commune ;
- Varviz, Várvíz (579) ;
- Vărzari, Füves (338) ;
- Voivozi, Almaszeg (1 837).

## Histoire
La première mention écrite du village de Popești date de 1435.
La commune, qui appartenait au royaume de Hongrie, en a donc suivi l'histoire.
Après le compromis de 1867 entre Autrichiens et Hongrois de l'empire d'Autriche, la principauté de Transylvanie disparaît et, en 1876, le royaume de Hongrie est partagé en comitats. Popești intègre le comitat de Bihar (Bihar vármegye).
À la fin de la Première Guerre mondiale, l'Empire austro-hongrois disparaît et la commune rejoint la Grande Roumanie au traité de Trianon.
En 1940, à la suite du deuxième arbitrage de Vienne, elle est annexée par la Hongrie jusqu'en 1944, période durant laquelle sa petite communauté juive est exterminée par les nazis. Elle réintègre la Roumanie après la Seconde Guerre mondiale au traité de Paris en 1947.

## Politique
| Période                                  | Période  | Identité       | Étiquette      | Qualité |
| ---------------------------------------- | -------- | -------------- | -------------- | ------- |
| Les données manquantes sont à compléter. |          |                |                |         |
|                                          | 2012     | Adrian-Flaviua | PSD            | Intérim |
| 2012                                     | En cours | Dorin Curtean  | PPDD, puis PNL |         |

| Parti | Parti                                                        | Sièges |
| ----- | ------------------------------------------------------------ | ------ |
|       | Parti national libéral (PNL)                                 | 7      |
|       | Parti social-démocrate (PSD)                                 | 5      |
|       | Alliance des libéraux et démocrates (ALDE)                   | 1      |
|       | Union démocratique des Slovaques et des Tchèques de Roumanie | 2      |

## Religions
En 2002, la composition religieuse de la commune était la suivante :
- Chrétiens orthodoxes, 69,95 % ;
- Catholiques romains, 17,58 % ;
- Pentecôtistes, 5,57 % ;
- Réformés, 3,26 % ;
- Baptistes, 1,48 % ;
- Grecs-Catholiques, 0,67 % ;
- Évangélistes, 0,56 %.

## Démographie
Popești est une commune qui compte une importante communauté slovaque. Les deux villages de Budoi (à 90 %) et de Vărzari (à 70 %) sont d'ailleurs à majorité slovaque.
En 1910, à l'époque austro-hongroise, la commune comptait 2 865 Roumains (52,77 %), 1 677 Slovaques (30,89 %), 629 Hongrois (11,59 %) et 218 Allemands (4,02 %),.
En 1930, on dénombrait 3 393 Roumains (56,61 %), 1 739 Slovaques (29,01 %), 563 Hongrois (9,39 %), 151 Allemands (2,52 %), 73 Juifs (1,22 %) et 68 Roms (1,13 %).
En 2002, la commune comptait 6 226 Roumains (73,35 %), 1 305 Slovaques (15,37 %), 506 Hongrois (5,96 %), 410 Roms (4,83 %), 21 Allemands (0,24 %) et 10 Polonais (0,11 %). On comptait à cette date 3 390 ménages et 3 252 logements.
| 1880  | 1890  | 1900  | 1910  | 1920  | 1930  | 1941  | 1956  | 1966  |
| ----- | ----- | ----- | ----- | ----- | ----- | ----- | ----- | ----- |
| 2 821 | 3 897 | 5 072 | 5 429 | 4 969 | 5 994 | 6 688 | 7 109 | 8 571 |

| 1977  | 1992  | 2002  | 2007  | - | - | - | - | - |
| ----- | ----- | ----- | ----- | - | - | - | - | - |
| 9 478 | 9 335 | 8 488 | 8 224 | - | - | - | - | - |

## Économie
L'économie de la commune repose sur l'agriculture, l'élevage, la confection et la fabrication de chaussures. Le tourisme, dans les Monts Plopiș est une activité appelée à se développer (station de vacances de Pădurea Negra).
Le village a possédé une mine de lignite fermée de nos jours.

## Communications

### Routes
Popești est située sur la route régionale DJ191A qui mène au nord vers Bistra, Tăuteu et Marghita. La DJ191B se dirige à l'est vers Varviz, Vărzari et Suplacu de Barcău, au sud-ouest vers Voivozi, Budoi, Derna et Spinuș et au sud vers Cuzap. La DJ108H permet d'atteindre Aleșd au sud à partir du village de Budoi.

## Lieux et monuments
- Popești, église orthodoxe datant de 1866[7] ;
- Voivozi, monastère orthodoxe dédié aux Sts Archanges Michel et Gabriel.